# José Carlos da Fonseca (Politiker, 1931)
José Carlos da Fonseca (* 21. Juli 1931 in São José do Calçado, Espírito Santo, Brasilien; † 26. Oktober 2007 in Brasília) war ein brasilianischer Jurist und Politiker.

## Leben und Wirken
José Carlos da Fonseca war der Sohn von Luís Teixeira da Fonseca und Carolina Nunes da Fonseca. Er arbeitete 1954 im Gouverneursbüro von Espírito Santo und 1955 bei den Zeitungen O Diário und O Jornal in Vitória. An der Universität Vitória studierte er Jura und graduierte 1957. Im folgenden Jahr wurde er in Rio de Janeiro und dann im Distrito Federal do Brasil beim ländlichen Sozialdienst „Serviço Social Rural“ (dem späteren „Instituto Nacional de Colonização e Reforma Agrária“) Stabschef und 1959 Leiter des juristischen Dienstes. 1960 absolvierte er in Vitória ein Aufbaustudium in Soziologie und danach in Rio de Janeiro 1962 an der Academia Brasileira de Letras einen Kurs in Philosophie und 1963 einen Kurs in Agrarrecht an der Päpstlichen Katholischen Universität: Er arbeitete in landwirtschaftlichen Einrichtungen und leitete die Bildungsgesellschaft „Campanha Nacional de Escolas da Comunidade“ (CNEC) von Espírito Santo.
1967 wurde er als Kandidat der Aliança Renovadora Nacional (Arena) Mitglied der Gesetzgebenden Versammlung von Espírito Santo. Er war Leiter einer Sonderkommission für die Anpassung der Verfassung, Mitglied der Justizkommission und Führer der Regierungsmehrheit. 1967 reiste er mit einer Gruppe von Parlamentariern nach Deutschland zu einem Besuch des Deutschen Bundestages. 1968 bis 1970 war er in der Regierung von Cristiano Dias Lopes Leiter des Bürgeramtes („Casa Civil“).
1971 wurde er als Vertreter von Espírito Santo Mitglied der Abgeordnetenkammer des Nationalkongresses. Er reiste nach Padua zu einer internationalen Konferenz über Schulentwicklung. 1972 war er Delegierter des Nationalkongresses bei der 60. Konferenz der Interparlamentarischen Union in Rom. 1973 bis 1974 war er dritter Sekretär des Büros der Abgeordnetenkammer und besuchte Parlamente in Korea, Taiwan und Japan. In der Aliança Renovadora Nacional trat er 1972 dem regionalen und nationalen Vorstand bei. Später schloss er sich mit Marco Maciel, Prisco Viana, Murilo Badaró und anderen Abgeordneten einer Gruppe um Senator Filinto Müller (Arena-MT) an.
1975 schied er aus dem Parlament aus, wurde Sonderberater des Landwirtschaftsministers Alysson Paulinelli und übernahm die Leitung des Brasilianischen Kaffeeinstituts (IBC) der Bundesregierung. 1976 wurde er als Direktor des Landwirtschaftsverbandes von Espírito Santo Vertreter beim Nationalen Landwirtschaftsverband. In dieser Funktion nahm er an der Konferenz der Ernährungs- und Landwirtschaftsorganisation der Vereinten Nationen in Rom teil. 1977 verließ er das IBC und war bis 1978 Direktor der staatlichen Bank von Espírito Santo („Banco do Estado do Espírito Santo“).
Im März 1979 wurde er als Stellvertreter von Eurico Vieira de Resende Vizegouverneur von Espírito Santo. Mit der Neustrukturierung der Parteien trat er 1980 der Partido Democrático Social (PDS) als Nachfolgeorganisation der Arena bei. 1981 wurde er stellvertretendes Mitglied des Bundesvorstands und nahm 1982 an den Landes- und Bundesparteitagen teil.
1982 beendete er das Amt des Vizegouverneurs, kandidierte als stellvertretender Vorsitzender der PDS für die Abgeordnetenkammer und wurde 1983 deren Mitglied. Als 1985 die Wahl des Nachfolgers von Präsident João Baptista de Oliveira Figueiredo erfolgte, stimmte José Carlos da Fonseca für Paulo Maluf, der zwar von Tancredo Neves besiegt, aber krankheitsbedingt nicht als Präsident vereidigt wurde. Präsident wurde José Sarney. Fonseca kandidierte im November 1986 für die Partido da Frente Liberal, erhielt aber keinen regulären Sitz für die Abgeordnetenkammer. Im Januar 1987 schied er aus dem Parlament aus.
Er war Mitglied weiterer Einrichtungen und Verbände wie der „Academia Espírito-Santense de Letras“, der „Academia Calçadense de Letras“, der „Academia de Letras de Cascais“ in Portugal, des Nationalen Landwirtschaftsverbandes „Confederação Nacional de Agricultura“, des nationalen Schriftstellerverbandes „Associação Nacional de Escritores“ und des „Instituto Histórico e Geográfico“ von Espírito Santo und des Bundesdistrikts.
José Carlos da Fonseca war mit Regina Maria da Costa Fonseca verheiratet, mit der er zwei Söhne und eine Tochter hatte. Sein Sohn José Carlos da Fonseca Júnior (* 1960) wurde Diplomat und Politiker.

## Schriften
José Carlos da Fonseca veröffentlichte Diskurse, Kommentare, Soziologiestudien und Reisebeobachtungen in Zeitungen in Vitória, Rio de Janeiro und Brasília.
- Discursos parlamentares. 1975.
- Tempo de Sonho. Poesie. 1993.
- Crônicas escolhidas. Auswahl und Zusammenstellung Miguel Marvilla, Vorwort von Murilo Melo Filho. Florecultura, Ilha de Vitória 2001, OCLC 57335839.